# Los Violadores
Los Violadores fue una banda de punk rock argentina, formada en Buenos Aires a finales de los años '70. Es una de las pioneras del género en su país y es considerada como la primera que obtuvo repercusión masiva a nivel nacional y en Hispanoamérica.

## Historia

### Orígenes
El grupo nace como derivación de Los Testículos (1978), una banda germinal del género punk fundada por Pedro Braun, alias Hari-B, y cuya primera aparición fue publicada en la revista Pelo a comienzos de 1979. Pedro acababa de volver de sus acostumbradas vacaciones europeas, donde visitaba a su familia de Polonia, y había pasado por Londres. Llegó con una gran variedad de discos de Punk, de grupos casi desconocidos para Argentina en esas épocas, tales como: Sex Pistols, The Clash, The Stranglers, The Jam, The Damned, Buzzcocks, Generation X, Ramones, etc. Para Braun, que luchaba por dominar la guitarra, el descubrimiento de este estilo musical fue toda una epifanía, la cual configuró su futuro estilo.
Como respuesta a esa primera carta apareció Sergio Gramática y toda una cohorte de aspirantes a Punk (Beto Mafioso, SS Genocida y otros). Enrique Chalar, un joven que se hacía llamar Pil Trafa y Stuka, aparecerán tiempo después. Robert Zelazek era otro hijo de polacos, igual que Pedro, y se conocían desde la infancia; a falta de parentesco se consideraban "primos polacos".
Ya para 1981, la banda se autodenomina como Los Violadores (por "Violar la ley"); Robert se incorpora a Trixy y Los Maniáticos (1981), otra de las bandas surgidas en esos tiempos del  Proto-Punk. En esta época, Stuka frecuentaba el circuito del Café Einstein, tocando con Geniol con Coca, Sissi Hansen y Claudio Moure.

### Primera etapa
Aunque comenzaron a tocar a principios de 1980 en pequeños reductos underground y bares, dando su primer recital en julio de 1981, recién en 1983 logran editar su primer disco de nombre homónimo, gracias a Michel Peyronel, baterista de Riff. Luego de este disco, los miembros de la banda deciden que no pueden seguir teniendo a un buen guitarrista en el bajo (Stuka), con lo cual luego llamarían a Robert "El Polaco" Zelazek, quedando así por unos meses como "quinteto". Posteriormente surgirían diferencias de ideas en la banda, que hacen que Hari B. se vaya de ella, quedando así otra vez como "cuarteto". En los primeros años de su carrera, la censura ejercida por la última dictadura militar les prohibió el nombre, sin embargo, en el arte de tapa de su primer disco y con el objetivo de evadir la censura, la letra "i" era alargada, de manera que diera la sensación a quien viese esa tapa, que la banda se hacía llamar "Los Voladores".
La banda denota su postura antidictadura en su primer disco, grabado entre mayo y junio de 1982, durante la Guerra de Malvinas, y editado recién en 1983, incluyendo el famoso tema número siete del lado B, llamado «Represión». Su primer gran éxito fue «Uno, dos, ultraviolento», del disco Y ahora qué pasa, eh? de 1985, con palabras Nadsat extraídas del film La Naranja Mecánica (1972). Con la salida del disco Fuera de sektor en 1986, el grupo se consagra en países como Chile y Perú. Este disco se caracteriza por un estilo diferente al de los anteriores, con presencia de teclados y un sonido parecido a bandas como The Cure.
En 1987 sale Mercado indio, retomando el sonido de sus primeros discos, y con un toque de hard rock, con canciones como «Bombas a Londres», «Aburrido divertido», «Violadores de la Ley» y «Mercado Indio». Luego de un concierto en el estadio Obras surgen problemas con el mánager, Mundi Epifanio, con lo cual estos problemas, terminan con la relación de la banda y el mánager. Esto también ocasiona la salida del baterista, Sergio Gramática, que decía que sin "Mundi", Violadores no tendría éxito. Luego de su salida, se incorpora a la banda Sergio Vall. En 1989 editan Y que Dios nos perdone, ya con Sergio Vall en la batería, cuyo tema «Contra la pared» estaba dedicado al polémico juez federal Alberto Piotti, quien fue el encargado de encarcelarlos ilegalmente luego de una razzia en noviembre de 1988, realizada en el boliche Látex de San Miguel. En esa ocasión se había encontrado Cloruro de amonio (sustancia utilizada para el humo que se usa en el escenario), que fue señalada equivocadamente como cocaína, por lo que debieron pasar varios días a la sombra y soportar titulares de diarios y revistas que los acusaron sin fundamentos.

### Hiato y proyectos separados
El 18 de agosto de 1990, tocan en el Estadio Obras Sanitarias de la Capital Federal, con el motivo de la grabación del disco en vivo. Este disco se tituló En vivo y ruidoso, y en el mismo la banda interpreta, junto al tenor Carlos Darío Saidman, una versión implacable de la «Novena Sinfonía-Oda a la Alegría» de Ludwig van Beethoven en versión punk y cantado totalmente en alemán. A partir de allí, las diferencias internas entre Pil, Stuka y El Polaco Zelazek, hicieron que la banda se fuera quebrando lentamente.
Esto se lo puede notar en el disco Otro festival de la exageración de 1991, un disco que no obstante tiene muy buenas canciones, tales como «Ruidos», «En el circo» y «Petróleo y sangre», inspirada en los sucesos de la Guerra del Golfo.
El 26,27,28 de abril de 1991 tocan de banda soporte de los Ramones en el Estadio Obras Sanitarias de la Capital Federal.
La banda tuvo su primer quiebre y separación en el año 1992, por lo cual se despidieron con dos shows en el Estadio Obras Sanitarias los días 19 y 20 de junio, con varios invitados, entre ellos el grupo inglés U.K. Subs, que en la primera fecha cerraron el show y al día siguiente fueron teloneros. Este hiato duraría tres años, por diferencias entre Stuka y Pil Trafa que ya eran insostenibles para el momento de la separación. Stuka armó Stukas en Vuelo, en cuyo primer disco, Stukas en vuelo (1992), contó con la colaboración de Alejandro Seoane y Sissi Hansen. A este álbum le siguió Interzona 66 (1994) y una producción independiente que se conoce como "el cassette negro", y contiene varios de los temas que más adelante formarían parte del repertorio de Stuk@Pil.
Por su parte, Pil trafa pasó a crear el grupo Pilsen junto al "Tucán" (guitarra), Biko (bajo) y Sergio Vall (batería). Esta formación grabó un solo disco titulado Bajo otra bandera (1993) y sus canciones más conocidas de esa formación fueron «Dearest Madonna», «Pilsen»,  «Bajo otra bandera», etc. En ese año, el conjunto grabó dos canciones en los estudios Synth de Río de Janeiro en enero de 1993, junto a Ronald Biggs, el histórico "ladrón de trenes" que trabajó con los Sex Pistols. Hicieron otras canciones junto a Campino, de Die Toten Hosen y Steve Jones de los Sex Pistols. Otros temas los grabaron en el boliche Halley Rock Club en el mismo año. Al año siguiente se reforma la conformación de Pilsen, quedando Pil Trafa en la voz y cuatro chicos de Villa Urquiza, llamados "Vejez Prematura". Con esta formación grabaron el segundo disco del grupo, Bestiario, que fue producido por Steve Jones.

### Reunión/Segunda etapa
Los Violadores se reunieron el 15 y 16 de diciembre de 1995 en Cemento, con una formación compuesta por Pil Trafa (voz), Polaco Zelazek (bajo), Anel Paz (guitarra) y Adrián "Negro" Blanco (batería). Con esta formación editan un disco, Otra patada en los huevos, y luego se separan. En 1999 Stuka y Pil vuelven a encontrarse y forman el proyecto Stuk@Pil, que mezclaba el punk con bases electrónicas e industriales, y editan el disco homónimo. El 11 de septiembre de 1999 en la discoteca Cemento tocan de invitados con Marky Ramone and The Intruders. Y el 16 de noviembre de 1999 en el estadio Luna Park de Buenos Aires con The Offspring y The Vandals.
El 23 de diciembre del año 2000, regresan Los Violadores, integrada en esta ocasión por Pil (voz), Stuka (guitarra), Sergio Vall (batería) y El Niño (bajo). Tocan en la discoteca The Roxy de Buenos Aires. El 8 de julio del año 2001 festejan sus 20 años de historia de la banda, en la discoteca Cemento  junto con invitados especiales. Editaron Lo mejor de Los Violadores (2002), un disco de temas clásicos reversionados de los primeros tres discos. Pil Trafa explicó en una entrevista que decidieron realizar el disco de esa forma, porque sentían que había un gran vacío en cuanto a los primeros tres discos, ya que resultan difíciles de conseguir en las bateas. Luego editaron el disco En vivo y ruidoso II, grabado en la mítica discoteca Cemento el 25 de octubre del año 2002. La presentación en vivo del disco En vivo y ruidoso II fue el 7 de junio del año 2003 en la discoteca Cemento.
Ya sin Stuka (reemplazado por "El Tucán" en el 2004, cuando las situaciones de conflicto entre los miembros se hicieron insostenibles), editan el EP titulado Y va... sangrando (2004), a través del sello independiente Label Record. El EP estaba compuesto por seis canciones. Luego lanzaron Bajo un sol feliz (2006), ahora a través de la multinacional EMI Music.

### Separación
En noviembre del año 2009, salió a la venta su último disco de estudio, titulado Rey o reina. El mismo cuenta con 13 canciones, entre las que se destacan «Bombas de gas», «Fashion Revolución» (homenaje a Ernesto Che Guevara) y «Operación no me olvides», entre otras. En la canción «Fashion Revolución», participa Gustavo Fabián "Chizzo" Nápoli, vocalista y guitarrista de La Renga. El disco contó con la producción artística de Martín Carrizo, exbaterista de A.N.I.M.A.L.. El título del mismo, según algunas fuentes, refiere del cambio de gobierno de Néstor Kirchner a su esposa Cristina Fernández de Kirchner, mientras que para otras trata sobre la mercantilización de la imagen del revolucionario Che Guevara y de la icónica foto "Guerrillero Heroico". En 2010, se lanzó un documental llamado Ellos son, Los Violadores, que recorre la historia del grupo.
El 26 de noviembre del año 2010, Los Violadores comparten fecha con la banda punk inglesa Buzzcocks en el Teato de Flores de la Capital Federal.
En mayo de 2011, fue anunciada oficialmente la separación definitiva de la banda. El vocalista, Pil Trafa, decidió no trabajar más con la producción de los últimos años, sin el consentimiento de ninguno de los integrantes de la banda. Al poco tiempo tomó la decisión de sacar de la banda a todos sus compañeros de los últimos años. Seguido de esto, El Tucán, el Niño y Sergio Vall fundaron la banda Rey O Reina, que lleva el nombre del último disco de Los Violadores.
El 15 de abril del año 2012, Pil Trafa, con su banda solista, comparte fecha con la banda punk inglesa The Damned en la discoteca Groove de la Capital Federal. El 15 de septiembre del año 2012 es invitado a cantar junto con la banda punk alemana Die Toten Hosen en el estadio Malvinas Argentinas de la Capital Federal.

### Reunión y última etapa
El 25 de noviembre del 2015, durante una entrevista en el programa Tenemos Malas Noticias conducido por Mario Pergolini, Pil Trafa anunció para febrero de 2016 la reunión definitiva de Los Violadores con su formación original. Además, Pinhead Records anunció como parte de la celebración el lanzamiento de un box set con sus cuatro primeros álbumes, más el DVD Vivo en Palladium y un libro con imágenes inéditas.
El 24 de abril de 2016 finalmente se produce la reunión de la mejor formación de la banda (Stuka, Pil, Robert y Gramática). Tocan en el estadio Luna Park (Buenos Aires). Esa noche el estadio estaba completo y fue un verdadera fiesta. Este show fue grabado y se edita el mismo año en CD y en el 2018 en DVD/BLU-RAY.
Con el show del Luna Park (Buenos Aires) la banda tuvo un renacimiento el cual produjo que tocaran más veces: en Lima (Perú) y Montevideo (Uruguay) durante el 2016, en dos teatros (Flores y Vorterix) de Buenos Aires, en Cosquín (Córdoba) y otra vez más en Lima (Perú) en un Festival durante el 2017.
En octubre de 2018 se presentan en el Teatro Gran Rex (Buenos Aires) por primera vez, con un cierre de show muy controvertido.
El 15 de noviembre de 2018, la banda se reunió por última vez (Stuka, Pil, Robert y Gramática) para tocar en Auditorio Sur (Av. Meeks 1080, Temperley, provincia de Buenos Aires) luego de 30 años sin hacerlo en un concierto llamado ''Como la primera vez'', siendo este "el último" show de la banda. El concierto fue de los mejores en la historia de la banda, a sala repleta y enloquecida.
El 30 de mayo de 2019, luego de meses de ausencia en los escenarios, volvieron a tocar en Strummer Bar por la celebración del cumpleaños de Sergio Gramática, tocando algunos temas ya sin Stuka en guitarra, quien fue reemplazado momentáneamente por la clásica guitarra de reemplazo, el Tucán. Esta sería definitivamente la última vez que la banda se reuniría para tocar.
El 13 de agosto del 2021 fallece de un paro cardiorrespiratorio el cantante Pil Trafa, a los 62 años, en su casa en la ciudad de Lima, Perú, donde vivía desde fines de los años '90. Con la muerte de Pil Trafa quedó definitivamente cerrada toda posibilidad de regreso de la banda, marcando en conjunto el final de la historia de Los Violadores.

## Miembros

### Formación original/formación clásica
- Enrique Chalar/Pil Trafa - Voz
- Gustavo Fossá/Stuka - Guitarra y coros
- Robert Wojciech Zelazek/Polaco - Bajo
- Sergio Gramática - Batería

### Otros miembros
- Sergio Vall - Batería
- Eduardo Barauskas/Tucán - Guitarra

- Pedro Braun/Hari-B - Guitarra
- Anel Paz - Guitarra
- Adrián Blanco - Batería
- Carlos Khayatte/El niño - Bajo

## Discografía

### Álbumes
- Los Violadores - 1983
- Y ahora qué pasa, eh? - 1985
- Uno, dos, ultravioladores - 1986 (EP)
- Fuera de sektor - 1986
- Mercado indio - 1987
- Y que Dios nos perdone - 1989
- En vivo y ruidoso! - 1990 (VIVO)
- Otro festival de la exageración - 1991
- Otra patada en los huevos - 1996
- En vivo y ruidoso II - 2002 (VIVO)
- Y va... sangrando - 2004 (EP)
- Bajo un sol feliz - 2006
- Rey o reina - 2009
- Luna Punk - Rompan todo... - 2016 (VIVO)

### Álbumes recopilatorios
- El álbum - 1988
- Grandes éxitos - 1992
- Violadores histórico - La verdadera historia - 1996
- Obras cumbres - 2001
- Lo mejor de Los Violadores - 2002
- FUNDAMENTALes (81-87) - 2016

## Filmografía
- Sobredosis  (1986)
- Ellos son, Los Violadores (2009) (Documental de Juan Rigirozzi)[17]

## Videografía
- Los Violadores en Palladium (Digital Sound, VHS, 1986)
- Chateau Rock (Prims Video, VHS, 1990)
- En vivo y ruidoso (Sony Music, VHS, 1994)
- Nada ni nadie los pudo doblegar (Documental de G. Marcuzzi/F. Paolo 2001)
- 30 años de punk (TockaDiscos, DVD, 2009)
- Luna Punk - Rompan todo... - (DVD,BLU-RAY 2018)